# Dańków (gmina w województwie łódzkim)
Dańków (do 1953 Grzymkowice) – dawna gmina wiejska istniejąca w latach 1953–1954 w woj. łódzkim. Siedzibą gminy był Dańków.
Gmina Dańków powstała 21 września 1953 roku w województwie łódzkim, w powiecie skierniewickim, kiedy to przemianowano gminę Grzymkowice na gminę Dańków. Gmina została zniesiona 29 września 1954 roku wraz z reformą wprowadzającą gromady w miejsce gmin. 
Jednostki nie przywrócono 1 stycznia 1973 roku po reaktywowaniu gmin (obszar dawnej gminy wszedł w skład nowej gminy Biała Rawska w powiecie rawskim).